# NGC 5824
NGC 5824 es un cúmulo globular en la constelación de Lupus, cerca del borde con Centaurus. Es un cúmulo muy denso, en donde las estrellas individuales tienen magnitud aparente 15,5 o inferior. Se encuentra a 110.000 años luz de distancia.
Fue descubierto por el astrónomo James Dunlop en 1826.